# Ophiarachna mauritiensis
Ophiarachna mauritiensis is een slangster uit de familie Ophiodermatidae.
De wetenschappelijke naam van de soort werd in 1893 gepubliceerd door Perceval de Loriol.